# Deveta legislatura Italijanske republike
Deveta legislatura Italijanske republike je bilo obdobje rednega zasedanja parlamenta Italijanske republike med 12. julijem 1983 in 1. julijem 1987.

## Vlada
- Vlada Craxi I
  - 4. avgust 1983  – 1. avgust 1986
  - predsednik: Bettino Craxi (PSI)
- Vlada Craxi II
  - 1. avgust 1986  – 17. april 1987
  - predsednik: Bettino Craxi (PSI)
- Vlada Fanfani VI
  - 17. april 1987  – 28. julij 1987
  - predsednik: Amintore Fanfani (DC)

## Predsednik poslanske zbornice
- Leonilde Iotti, PCI
  - 12. julij 1983  – 1. julij 1987

## Predsednik senata
- Francesco Cossiga, DC
  - 12. julij 1983  – 24. junij 1985
- Amintore Fanfani, DC
  - 9. julij 1985  – 17. april 1987
- Giovanni Francesco Malagodi, PLI
  - 22. april 1987  – 1. julij 1987